# Druzhni (Krasnoarméiskaya, Krasnodar)
Druzhni (del ruso: Дружный) es un posiólok del raión de Krasnoarméiskaya del krai de Krasnodar, en Rusia. Está situado en el delta del Kubán, 17 km al sudeste de Poltávskaya y 57 km al noroeste de Krasnodar. Tenía 321 habitantes en 2010
Pertenece al municipio Oktiábrskoye.